# Lipara
Lipara is een vliegengeslacht uit de familie van de halmvliegen (Chloropidae).

## Soorten
- L. baltica Karps, 1978
- L. lucens

Sigaargalvlieg Meigen, 1830
- L. pullitarsis

Zwartvoetsigaargalvlieg Doskocil & Chvala, 1971
- L. rufitarsis

Roodvoetsigaargalvlieg Loew, 1858
- L. similis Schiner, 1854